# Uvas de Olmo
Las uvas de Olmo son una serie de variedades producidas por el viticultor de la Universidad de California en Davis Harold Olmo. A lo largo de su carrera de aproximadamente 50 años, el Dr. Olmo creó una amplia variedad de uvas cruzando variedades de la misma especie o creando uvas híbridas de cultivos de diferentes especies de vitis.
Unas 30 variedades creadas por el Dr. Olmo se introdujeron en la industria vinícola de California, Estados Unidos.

## Ruby cabernet

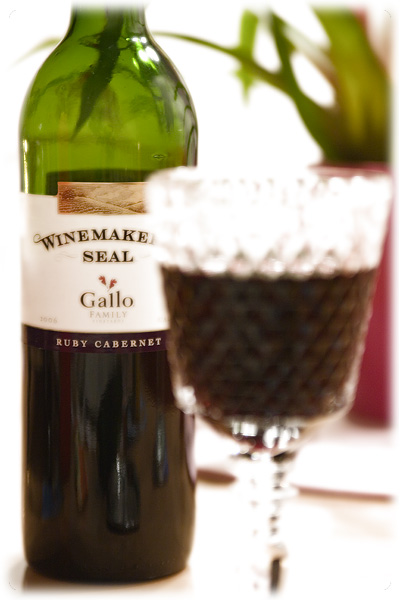
Un vino varietal de ruby cabernet.

La uva ruby cabernet es la más notable y la más ampliamente plantada de todas las uvas de Olmo. Es un cruce entre la cabernet sauvignon y la carignan que fue realizado por primera vez por el Dr. Olmo en 1936, antes de ser lanzada en 1948. La uva es usada sobre todo en vinos de mezcla para añadir color y acidez, pero productores como las bodegas E & J Gallo han producido vinos varietales con ella. De acuerdo con el experto en vino Jancis Robinson, el vino de ruby cabernet puede tener algunas reminiscencias aromáticas de un cabernet sauvignon joven con el color de un carignan, pero carece de la estructura y del cuerpo necesarios para producir vinos de gama alta.
La variedad ha sido plantada ampliamente en el Valle Central de California, donde soporta el clima cálido continental del valle y donde su cosecha produce rendimientos de 6 a 9 toneladas por acre. 
Fuera de California, la variedad se puede encontrar también en Australia, Argentina, Chile, Israel y Sudáfrica.

## Rubired
La rubired es un híbrido entre la tinto cão y la Alicante ganzin, que a su vez es un híbrido de la vitis rupestris amon rupestris ganzin nº 4 y la vitis vinífera Alicante bouschet. Las pruebas y comprobaciones fueron completadas por Olmo en 1958.
Al igual que la ruby cabernet, se engendró para producir rendimientos significativos en climas cálidos, y en el Valle Central de California normalmente sus rendimientos son de 8 a 10 toneladas por acre. En cualquier caso, la rubired es una tintorera con un zumo pigmentado en lugar de claro. Muchas de las uvas tintas tienen zumo claro y el color rojo le viene por la extracción del pigmento de las pieles de las uvas durante el macerado. La rubired fue diseñada para producir vinos fortificados al estilo de los de Oporto, y desde finales del siglo XX los productores australianos la han incluido en muchos vinos de mezcla al estilo de Oporto. Su color rojo oscuro es usado a menudo para intensificar el color de los vinos tintos de mezcla, pero también se puede usar para crear vinos varietales.

## Emerald Riesling
Emerald Riesling es una uva blanca que proviene de un cruce entre las variedades de Vitis vinifera Riesling y Muscadelle. Las pruebas para crear esta variedad empezaron en 1936 y la variedad fue lanzada en 1948 al mismo tiempo que Ruby  Cabernet. A diferencia de las uvas destinadas a climas fríos, los cruces de Riesling producidos en Alemania en facultades como el Geisenheim Grape Breeding Institute, Emerald Riesling fue criada para climas cálidos como el del valle de San Joaquín de California, donde hoy están más de la mitad de las plantaciones de Emerald Riesling. Fuera de California, hay algunas plantaciones escasas en Sudáfrica. También está muy extendida en Israel, donde las grandes bodegas la usan para producir vinos ligeros y aromáticos, normalmente secos. Abarca un 206% del total de la producción de uva israelí, siendo el total en 2012 de 1408 toneladas.
De acuerdo con el experto en vino Jancis Robinson, Emerald Riesling produce un vino aromático y ácido que no encaja con la definición de los vinos de Riesling más habituales o con la de sus cruces para climas fríos. En áreas más frías donde se ha plantado, como en la AVA Monterey, puede compartir algunos rasgos con Riesling pero con un cuerpo diferente.
También es conocida bajo los sinónimos California 1139 E 29, Emerald Rizling y Riesling Izumrudnii.

## Otras uvas de vino

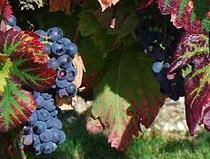
El Dr. Olmo usó habitualmente la carignan (en la fotografía) en sus cruces.

- La carnelian es un cruce entre la vitis vinífera carignan y un cruce separado de víníferas entre la cabernet sauvignon y la garnacha. Se creó en 1972 para combinar los rasgos genéticos que permitirían a la carignan y a la garnacha producir buenos vinos en climas cálidos, con algunas características del sabor de los vinos de cabernet sauvignon.[1]

- La centurión (o centuran) es una vinífera producida de un cruce entre la carignan y un cruce separado entre la cabernet sauvignon y la garnacha. La uva fue desarrollada por el Dr. Olmo en 1975 con las mismas variedades usadas para producir la uva carnelian unos años antes. Hoy es plantada sobre todo en el Valle Central de California.[5]

- La flora es un cruce entre dos variedades de vitis vinífera, la semillón y la gewürztraminer, que fue creada en 1938 por el Dr. Olmo en la Estación de Experimentación Agronómica de California.[6][7] Existe un híbrido tinto de la flora pero no está relacionada con la flora del Dr. Olmo.[8]

- La royalty es un cruce entre la vitis vinífera trousseau gris, una variedad del Jura francés, y la uva tintorera Alicante ganzin que, en sí misma, es un híbrido de la vitis rupestris con la vitis vinífera aramón.[9] La variedad fue desarrollada en 1938 pero no fue lanzada al mercado hasta 1958, cuando se lanzó la rubired.[10]

- La symphony es un cruce entre las variedades de vinífera moscatel de Alejandría y garnacha gris que el Dr. Olmo empezó a desarrollar en 1948. Llevó 30 años complentar las pruebas de cruce y producir una uva viable para ser cultivada. La symphony fue finalmente completada e introducida en el mercado en 1981 y fue patentada en 1983. La uva produce un vino blanco con cierto sabor picante y con sabores afrutados de cítricos, albaricoques y melocotón. Es sobre todo una uva de mezcla pero puede usarse para producir vinos varietales.